# トロピカリア
トロピカリア（Tropicália）は、ブラジルで1960年代後半に起きた、音楽を中心とした芸術運動。トロピカリズモ（Tropicalismo）と呼ばれることも多い（後述）。カエターノ・ヴェローゾやジルベルト・ジルといったミュージシャンによる音楽ムーヴメントを中心に、現代美術、演劇、映画等の各種カウンター・カルチャーが連動して広がっていったが、1960年代末期には下火となる。

## 沿革
1960年代中期のブラジルでは、ロックンロールに影響を受けた音楽「イェ・イェ・イェ」が流行していた（ジャンル名の由来は、ビートルズ「シー・ラヴズ・ユー」で使われた「Yeah yeah yeah」というフレーズ）。一方、それ以前にブームを迎えていたボサノヴァは、より都会的な音楽へ変化していった。これらに対し批判的だったカエターノ・ヴェローゾは、ブラジルの伝統的な音楽（初期のボサノヴァ等）の再評価と、MPBの更なる進化を主張。ボサノヴァ等からの影響を継承しつつ、欧米の様々な音楽（ロック、サイケデリック・ロック、ソウルミュージック等）からの影響も取り込んだ新たなスタイルの音楽が盛り上がることとなる。1967年10月、カエターノとジルベルト・ジルは、TVヘコールが主催した音楽祭に出演し、ジルベルトは2位を獲得、予選でブーイングを受けたカエターノも、決勝で4位に達した。
カエターノは、1968年に発表したアルバム『アレグリア・アレグリア』（原題：Caetano Veloso）に、「Tropicália」という自作曲を収録。同曲は、撮影監督のルイス・カルロス・バヘット（Luiz Carlos Barreto）が、エリオ・オイチシカ（Hélio Oiticica）によるインスタレーション作品「Tropicália」に着想を得て、カエターノに進言したことからタイトルが決まり、最終的にはムーヴメント自体を指す呼称となる。カエターノは、当時の自分にインスピレーションを与えた作品として、1967年公開の映画『狂乱の大地』（原題:Terra em Transe、監督:グラウベル・ローシャ）を挙げている。
新聞記者のネルソン・モッタは、1968年2月5日付のウルチマ・オーラ（Última Hora）紙で、このムーヴメントを「トロピカリズモ」と呼び、この呼称も広く定着するに至る。しかし一方で、「イズモ（イズム）」という言葉は相応しくないと主張する評論家も存在し、カエターノも、「トロピカリズモ」という呼称はポルトガル人植民地支配に関する理論「ルゾ・トロピカリズモ」を連想させるという抵抗感を表明したことがある。
1968年7月、カエターノとジルベルトの2人にムタンチス、ナラ・レオン、ガル・コスタ、トン・ゼーといったアーティストも加えたコラボレーション・アルバム『Tropicalia ou Panis et Circenses』（邦題:トロピカリア）が発表された。同作は、ビートルズの『サージェント・ペパーズ・ロンリー・ハーツ・クラブ・バンド』に影響を受けたコンセプト・アルバムで、発表から3か月で2万枚以上を売り上げるヒット作となる。
トロピカリアに関わったミュージシャン達は、ブラジルの軍事政権に反発し、しばしばデモにも参加した。しかし、1968年12月13日に軍事政権が発令した軍政令第五号は、政府が反体制活動を鎮圧することを正当化した内容で、12月27日にカエターノ・ヴェローゾとジルベルト・ジルが逮捕され、2人は1969年にはロンドンに亡命。ムーヴメントとしてのトロピカリアは下火となり、1970年にはナラ・レオンもパリに亡命した。

## 再評価
1990年代になると、ブラジルやアメリカ等のメディアで、トロピカリアが再評価されるようになる。アメリカ人ミュージシャンのデヴィッド・バーン（元トーキング・ヘッズ）は、トロピカリア関連のコンピレーション・アルバムを何枚か監修・発表し、中でもトン・ゼーのベスト・アルバム『Brazil Classics, Vol.4: The Best of Tom Zé - Massive Hits』（1990年）は、1991年にはビルボード誌のワールド・ミュージック・アルバム・チャートで13位に達し、アメリカのジャズ専門誌『ダウン・ビート』の評論家が選出した、1991年ワールド・ベスト・アルバムでは4位。中心人物であったカエターノ・ヴェローゾとジルベルト・ジルは、1993年にコラボレーション・アルバム『トロピカリア2』をレコーディングし、翌年には2人で欧米ツアーを行う。1997年には、カエターノ・ヴェローゾが回想録『Verdade Tropical』を刊行し、2002年には同書の英語版も出版された。
また、ブラジル以外の国でも、このムーヴメントへのオマージュが見られるようになった。例として、THE BOOMのアルバム『TROPICALISM -0°』（1996年）、ベックのアルバム『ミューテイションズ』（1998年）収録曲「Tropicalia」等が挙げられる。
美術の分野では、2008年10月22日から2009年1月12日にかけて、東京都現代美術館において「ネオ・トロピカリア ブラジルの創造力」と題した企画展が行われ、エリオ・オイチシカを含む多くのアーティストの作品が展示された。